# PTGIR
PTGIR (англ. Prostaglandin I2 receptor) – білок, який кодується однойменним геном, розташованим у людей на короткому плечі 19-ї хромосоми. Довжина поліпептидного ланцюга білка становить 386 амінокислот, а молекулярна маса — 40 956.
| 10         |  | 20         |  | 30         |  | 40         |  | 50         |
| ---------- |  | ---------- |  | ---------- |  | ---------- |  | ---------- |
| MADSCRNLTY |  | VRGSVGPATS |  | TLMFVAGVVG |  | NGLALGILSA |  | RRPARPSAFA |
| VLVTGLAATD |  | LLGTSFLSPA |  | VFVAYARNSS |  | LLGLARGGPA |  | LCDAFAFAMT |
| FFGLASMLIL |  | FAMAVERCLA |  | LSHPYLYAQL |  | DGPRCARLAL |  | PAIYAFCVLF |
| CALPLLGLGQ |  | HQQYCPGSWC |  | FLRMRWAQPG |  | GAAFSLAYAG |  | LVALLVAAIF |
| LCNGSVTLSL |  | CRMYRQQKRH |  | QGSLGPRPRT |  | GEDEVDHLIL |  | LALMTVVMAV |
| CSLPLTIRCF |  | TQAVAPDSSS |  | EMGDLLAFRF |  | YAFNPILDPW |  | VFILFRKAVF |
| QRLKLWVCCL |  | CLGPAHGDSQ |  | TPLSQLASGR |  | RDPRAPSAPV |  | GKEGSCVPLS |
| AWGEGQVEPL |  | PPTQQSSGSA |  | VGTSSKAEAS |  | VACSLC     |  |            |

A: Аланін

C: Цистеїн

D: Аспарагінова кислота

E: Глутамінова кислота

F: Фенілаланін

G: Гліцин

H: Гістидин

I: Ізолейцин

K: Лізин

L: Лейцин

M: Метіонін

N: Аспарагін

P: Пролін

Q: Глутамін

R: Аргінін

S: Серин

T: Треонін

V: Валін

W: Триптофан

Кодований геном білок за функціями належить до рецепторів, g-білокспряжених рецепторів, білків внутрішньоклітинного сигналінгу. 
Локалізований у клітинній мембрані, мембрані.